# Departamento Cushamen
Cushamen es un departamento de la provincia de Chubut, Argentina.
Tiene una superficie de 16.250 km² y limita al este con el departamento de Gastre, al sur con los de Futaleufú y Languiñeo, al norte con la provincia de Río Negro, y al oeste con la República de Chile.

## Toponimia
Cushamen significa quebrado en aonikenk, aunque también se han indicado otros significados como soledad o lugar desolado o desértico.

## Localidades
- El Blanco
- Costa del Chubut
- Villa Lago Rivadavia
- Fofo Cahuel
- Arroyo El Pedregoso
- Buenos Aires Chico
- Cholila
- Cushamen
- El Hoyo
- El Maitén
- Epuyén
- Gualjaina
- Lago Epuyén
- Lago Puelo
- Leleque

## Parajes
- El Mallín
- Cerro Radal
- El Mayoco
- El Mirador
- El Molle
- El Portezuelo
- Fitamiche
- La Cancha
- Las Golondrinas
- Lepá
- Paraje Entre Ríos
- Puerto Patriada
- Río Chico
- Ranquil Huao

## Demografía
El censo de 2022 reveló que el departamento tuvo un crecimiento poblacional al arrojar 28.209 habitantes. Este incremento superador del censo pasado lo volvió el departamento que más creció en la provincia.
| Población | 9.877 | 11.100  | 11.736 | 11.938 | 13.885  | 17.134  | 20.919  | 28.209 |
| Variación | -     | +12,38% | +5,72% | +1,72% | +16,30% | +23,39% | +18,09% | +34,8% |

Fuente: Instituto Nacional de Estadísticas y Censos, INDEC